# Shenzhen Longhua Open 2019
Die Shenzhen Longhua Open 2019 waren ein Tennisturnier der WTA Challenger Series 2019 für Damen und ein Tennisturnier der ATP Challenger Tour 2019 für Herren in Shenzhen. Das Turnier der Herren fand vom 28. Oktober bis 3. November statt, das der Damen vom 5. bis 10. November.